# Pavia di Udine
Pavia di Udine est une commune de la province d'Udine dans la région Frioul-Vénétie Julienne en Italie.

## Administration
| Période                                  | Période | Identité | Étiquette | Qualité |
| ---------------------------------------- | ------- | -------- | --------- | ------- |
|                                          |         |          |           |         |
| Les données manquantes sont à compléter. |         |          |           |         |

### Hameaux
Chiasottis, Cortello, Lauzacco, Lumignacco, Percoto, Persereano, Popereacco, Risano, Ronchi

### Communes limitrophes
Bicinicco, Buttrio, Manzano, Mortegliano, Pozzuolo del Friuli, Pradamano, Santa Maria la Longa, Trivignano Udinese, Udine